# روث حنا مكورميك
كانت روث حنا مكورميك (روث حنا قبل الزواج، وتعرف أيضًا باسم روث حنا مكورميك سيمز (27 مارس 1880 - 31 ديسمبر 1944) سياسية وناشطة وناشرة أمريكية. شغلت مكورميك منصب عضو في مجلس النواب الأمريكي عن ولاية إلينوي بعد نجاحها في انتخابات عام 1928. انسحبت مكورميك من انتخابات مجلس الشيوخ عن ولاية إلينوي، وأصبحت بعدها أول امرأة تترشح لمجلس الشيوخ عن حزب رئيسي بعد هزيمتها للسيناتور تشارلز صاموئيل دانين في الانتخابات التمهيدية للحزب الجمهوري. مع ذلك، لم تتمكن مكورميك من الوصول لمجلس الشيوخ بسبب فشلها في الحصول على العدد الكافي من الأصوات في الانتخابات العامة. بعد مرور عقد على تلك الانتخابات، أصبحت مكورميك أول امرأة تدير حملة ترشح للانتخابات الرئاسية، إلا أن مرشحها، توماس إي ديوي، لم يتمكن من الحصول على ترشيح حزبه.
شكلت السياسة جزءًا من حياة مكورميك منذ سن مبكرة، إذ كانت ابنة عضو مجلس الشيوخ الأمريكي والسياسي، مارك حنا، الذي كان له دور مهم في وصول الرئيس الأمريكي ويليام ماكينلي لكرسي الرئاسة. تعلمت مكورميك السياسة من خلال مراقبة والدها، واستفادت من ذلك، فيما بعد، في نضالها من أجل إعطاء المرأة الحق في التصويت، وتحسين ظروف عمل النساء. كان لمكورميك دور فعال في تمرير قانون حق الاقتراع الجزئي في ولاية إلينوي عام 1913 الذي سمح للمرأة بالتصويت في الانتخابات البلدية والرئاسية. تزوجت مكورميك سياسيين اثنين، السيناتور ميديل مكورميك، وعضو الكونغرس، ألبرت جالاتين سيمز. امتلكت مكورميك الشهرة والأرضية والعزم الكافين لبناء مستقبل مهني استثنائي معني بخلق الفرص الجديدة للمرأة في أعلى مستويات السياسة. جعلت مكورميك من النشاط السياسي، بصفتها المتحدثة باسم الحزب الجمهوري، والمنادية بإعطاء المرأة الحق في الاقتراع، جذابًا للنساء الحزبيات.
لم تقتصر اهتمامات مكورميك على السياسة فقط، إذ استمرت بالاهتمام بالزراعة حتى وفاتها، وكانت تمتلك وتدير عدة مزارع في ولايات إلينوي ونيو مكسيكو وكولورادو. إضافة إلى ذلك، أسست مكورميك عدة صحف من بينها صحيفة روكفورد كونسوليديتيد في مدينة روكفورد في إلينوي.

## أولى سنوات حياتها وعائلتها
ولدت روث حنا في 27 مارس 1880 في مدينة كليفلاند بولاية أوهايو الأمريكية، وكانت الطفلة الثالثة لرجل الأعمال والسياسي الجمهوري، مارك حنا، وزوجته، أوغوستا حنا (أوغوستا رودس قبل الزواج). تنحدر والدة روث، أوغوستا، من عائلة ثرية تمتلك معامل متخصصة باستخراج الفحم والفولاذ في فيرمونت. بدأت روث تعلم ركوب الخيل في الخامسة من عمرها بعد أن أهداها والدها مهرًا، واعتادت ركوب الخيل واضعة كل رجل من رجليها في طرف مختلف من ظهر الخيل، كما يفعل الصبيان، وبشكل مخالف للطريقة التي اعتادت الفتيات ركوب الخيل فيها، إذ كن يضعن كلتا رجليهما في طرف واحد من ظهر الخيل. التحقت روث حنا بمدرسة هاثاوي براون في مدينة كليفلاند، وبمدرسة ماستر الداخلية المختلطة في نيويورك، وبمدرسة ميس بورتر في مدينة فارمنغتون بولاية كونيتيكت. 
كان والد روث، مارك حنا، صديقًا مقربًا وحليفًا سياسيًا لحاكم ولاية أوهايو، ويليام ماكينلي، واعتادت روث الاستماع إلى الأحاديث السياسية التي كانت تجمع الصديقين. في عام 1896 سافرت روث عبر الولايات المتحدة الأمريكية مع والدها الذي كان يدير حينها الحملة الرئاسية لويليام ماكينلي، وكان، في نفس الوقت، يدير حملته الخاصة للترشح لمجلس الشيوخ الأمريكي. تضمنت محطات زيارة مارك وابنته كلًا من مدينة داكوتا التي ألقت فيها روث خطابًا عن أبيها المريض، ومدينة توماسفيل بولاية جورجيا حيث التقت روث بزوجها المستقبلي، جوزيف «ميديل» مكورميك. فاز كل من والد روث وماكينلي بسباقيهما الانتخابيين، وحصل مارك حنا بعدها على لقب «صانع الرئيس».
أصبحت حنا، عند بلوغها السادسة عشر من عمرها، فارسة شغوفة بركوب الخيل، ولم تكن معتادة أبدًا على ارتداء الفساتين والتنانير، وكانت توصف بأنها تمتلك روحًا مستقلة. مازحت مكورميك أهلها من خلال مقلب تظاهرت فيه بأنها قتلت قطًا بريًا بمفردها، فانتشرت شائعات تفيد بأنها صيادة ماهرة.
بعد تخرجها من المدرسة الثانوية، انتقلت حنا إلى العاصمة واشنطن لتعمل سكرتيرة لدى والدها الذي كان حينها يشغل منصب عضو مجلس الشيوخ الأمريكي عن ولاية أوهايو. تضمنت واجبات حنا في عملها هذا تدوين كل ما يدور في قاعة مجلس الشيوخ. اعتاد والد روث على استضافة السياسيين على وجبات الإفطار في العاصمة واشنطن، حيث تمكنت ابنته، روث، من التواصل مع النخب السياسية في البلاد بمن فيهم الرئيس ماكينلي والرئيس ثيودور روزفيلت. كانت روث معروفة بشكل كبير في الأوساط الاجتماعية في كل من كليفلاند والعاصمة واشنطن وشيكاغو. مع أن عائلتها كانت ثرية للغاية، لم تحد روث حنا من أصدقائها بناءً على مكانتها الاجتماعية.
في عام 1902 خطب ميديل مكروميك روث حنا، وتزوجا في 10 يونيو 1903 في حفل زواج راق حضره رئيس الولايات المتحدة ثيودور روزفلت. كانت عائلة ميديل، كعائلة حنا، عريقة ولها علاقات ممتازة مع النخب السياسية في البلاد. أنشأ جد ميديل، جوزيف ميديل، صحيفة شيكاغو تريبيون، والتي ما تزال ملكًا للعائلة حتى الآن. أنجبت حنا من ميديل ثلاثة أطفال، كاترينا (من مواليد عام 1913)، وجون ميديل (من مواليد عام 1916)، وروث «بازي» (من مواليد عام 1921).

## بدايات حياتها المهنية
انتقلت روث حنا مكورميك بعد زواجها إلى مدينة شيكاغو في ولاية إلينوي، حيث عمل زوجها لفترة وجيزة ناشرًا في جريدة شيكاغو تريبيون. التحقت مكورميك فيما بعد بزوجها في العمل بنفس الصحيفة. كان الزوجان ثريين، وزادت ثروتهما مع وفاة والد روث، بعد أقل من عام على زواجها، فكانت روث واحدة من الورثة الأساسيين لثروة والدها البالغة 3 ملايين دولار (ما يعادل 68411111 دولار في عام 2020). مع كل هذه الثروة، قرر الزوجان العيش في المباني التابعة لجامعة شيكاغو الأمر الذي ساعد روث على فهم المشكلات التي تواجه النساء العاملات. خلال فترة إقامتها في شيكاغو، امتلكت مكورميك مزرعة ألبان تؤمن الحليب المعقم للسكان المحليين، وذلك كجزء من حركة الأغذية النقية.
بحلول عام 1908، أصبحت مكورميك عضوًا في لجنة رعاية المرأة المعنية بتقديم المساعدة للنساء العاملات، وكانت أيضًا عضوًا نشطًا في نادي مدينة المرأة في شيكاغو، الذي سعى لإقناع المشرعين بتمرير قوانين لمساعدة النساء لكن القائمين عليه توصلوا، في نهاية المطاف، لقناعة بأن المشرعين يعملون على تنحية مشاكل ومخاوف النساء جانبًا لأنهن لسن ناخبات. أدت هذه الملاحظة بمكورميك لأن تصبح مناصرة لإعطاء المرأة الحق بالتصويت. في عام 1911، انتقلت روث حنا مع زوجها إلى فرنسا وبريطانيا حيث درسا معًا السياسة الأوروبية. انضمنت مكورميث في عام 1912، وبعد عودتها إلى الولايات المتحدة الأمريكية، إلى الحزب التقدمي. كانت مكورميث داعمة قديمة لزعيم الحزب التقدمي ثيودور روزفلت، ورأت بأن تغيير الآراء السياسية يتوافق تمامًا مع مبادئ والدها الذي كان جمهوريًا متأصلًا. انضم زوج روث، ميديل، إلى الحزب التقدمي أيضًا، وفاز بمقعد جمعية إلينوي العامة عن الحزب التقدمي في نفس عام انتسابه للحزب. شغلت مكورميك أيضًا منصب رئيس قسم رعاية المرأة في الاتحاد المدني الوطني.